# Wilhelm Pieck

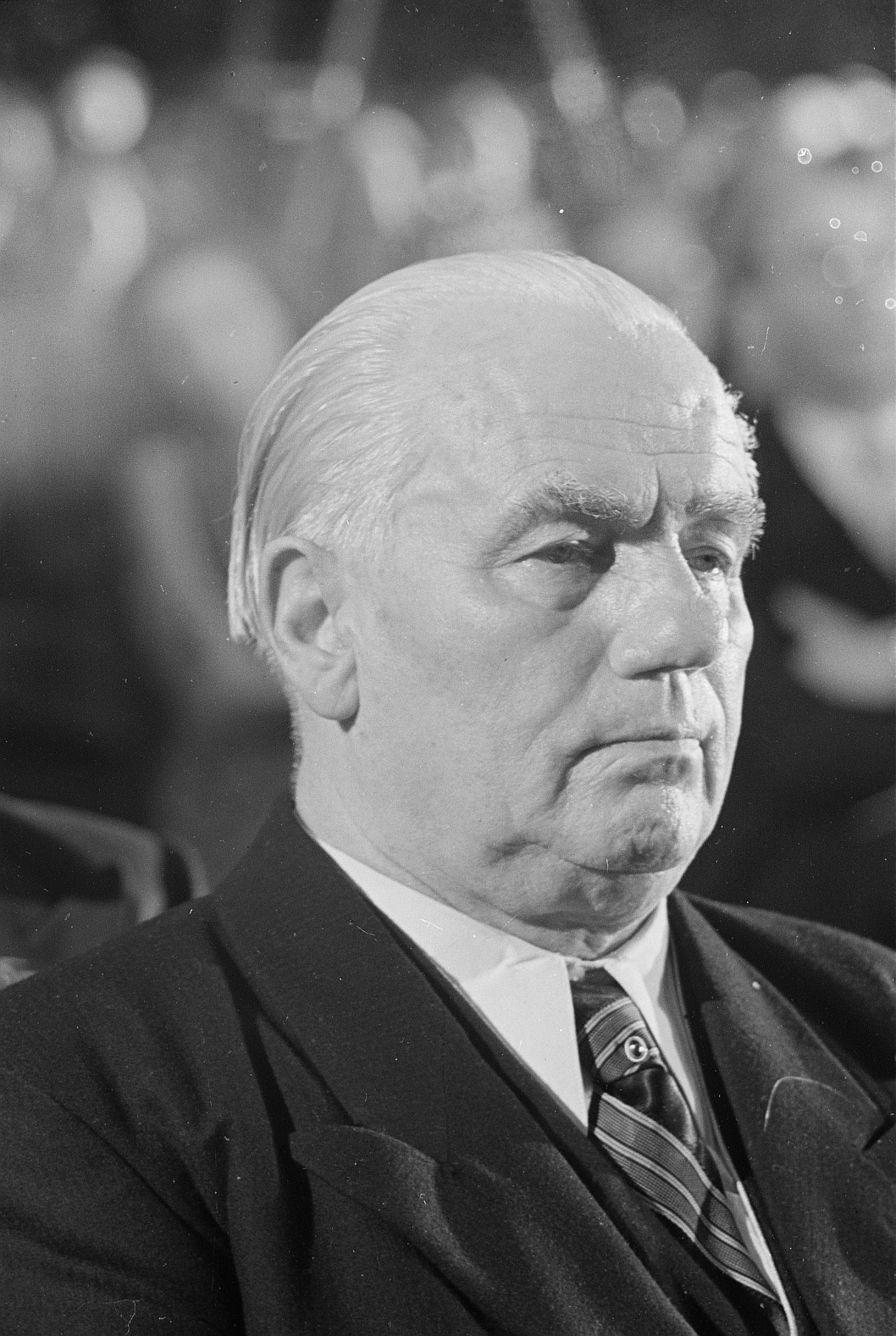
Wilhelm Pieck (1950)

Friedrich Wilhelm Reinhold Pieck (* 3. Januar 1876 in Guben; † 7. September 1960 in Berlin) war ein deutscher kommunistischer Politiker und von 1949 bis zu seinem Tod der einzige Präsident der DDR.
Pieck war seit den 1890er Jahren in der Bremer SPD aktiv, schloss sich 1917 der USPD an und wurde 1919 Mitbegründer und führender Funktionär der KPD. Von 1931 bis 1943 war er Mitglied des Präsidiums des Exekutivkomitees der Kommunistischen Internationale (EKKI). Er hielt sich ab 1933 zunächst in Paris und von 1935 bis 1945 hauptsächlich in Moskau auf. Nach der von ihm maßgeblich mitbetriebenen Zwangsvereinigung von SPD und KPD zur SED wurde er 1946 einer der beiden Parteivorsitzenden der SED neben Otto Grotewohl.

## Leben

### Herkunft und Familie

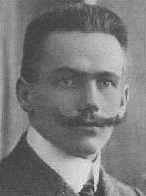
Wilhelm Pieck (1906)

Wilhelm Pieck war der Sohn des Kutschers Friedrich Pieck (1850–1931) und dessen Ehefrau Auguste geb. Mixdorf (1854–1878), einer Wäscherin. Seine Mutter starb, als er zwei Jahre alt war, sein Vater heiratete erneut, und Wilhelm wuchs bei ihm und der Stiefmutter Wilhelmine Pieck geb. Bahro (1843–1929) in Guben auf. Sein Elternhaus stand im östlichen Teil der Stadt, dem seit 1945 polnischen Gubin. Er hatte zwei Geschwister oder Halbgeschwister, deren Lebensdaten nicht zuverlässig erforscht sind. Nach Beendigung der Volksschule begann er 1890 eine Tischlerlehre und begab sich nach deren Abschluss 1894 auf Wanderschaft. Dabei kam der kleinbürgerlich geprägte und aus streng religiösem Elternhaus stammende junge Mann erstmals in Kontakt mit der Arbeiterbewegung. Seit 1896 wohnte er in Bremen, wo er bis 1906 als Tischler arbeitete. 1898 heiratete er die Schneiderin Christine Häfker (1876–1936), mit der er drei Kinder hatte.

### Parteifunktionär der deutschen Sozialdemokratie
Im Jahr 1894 wurde er Mitglied des freigewerkschaftlichen Deutschen Holzarbeiterverbandes und trat 1895 in Marburg in die SPD ein. Nach dem Umzug nach Bremen wurde er 1897 Hauskassierer und 1899 Stadtbezirksvorsitzender in der SPD. 1900 übernahm er die Funktion des Vorsitzenden der Zahlstelle Bremen des Holzarbeiterverbandes. Er nahm am Bremer Parteitag der SPD 1904 teil und wurde im gleichen Jahr in das Bremer Gewerkschaftskartell delegiert. Unter dem Einfluss von Heinrich Schulz, der auch Chefredakteur der Bremer Bürger-Zeitung war, entwickelte er zunehmend linke Parteipositionen. Seit 1905 war Pieck Vorsitzender der Pressekommission der Bremer SPD und wurde im gleichen Jahr als Vertreter der 4. Klasse in die Bremische Bürgerschaft gewählt, der er bis 1910 angehörte. Im Jahr darauf gab er seinen Beruf auf und wurde hauptamtlicher Erster Sekretär der Bremer SPD. Er besuchte den Halbjahreskurs 1907/1908 der zentralen Parteischule der SPD in Berlin, wo er Rosa Luxemburg und Franz Mehring kennen lernte und sich dem internationalistischen Flügel der Sozialdemokraten anschloss. 1910 wurde er Zweiter Sekretär des von Schulz geleiteten zentralen Bildungsausschusses der SPD und Sekretär der Berliner Parteischule. Er war Delegierter der SPD-Parteitage in Nürnberg (1908), Leipzig (1909) und Chemnitz (1912). Außer mit Mehring, Luxemburg und Schulz stand Pieck in der Vorkriegszeit auch in enger Verbindung mit Friedrich Ebert.

### Spartakist im Ersten Weltkrieg

Wilhelm Pieck 1916 als Soldat in Frankreich

Nach Ausbruch des Ersten Weltkriegs war er mit Rosa Luxemburg, Franz Mehring, Hermann Duncker und Karl Liebknecht an Bemühungen zur Sammlung der oppositionellen Kräfte in der Partei beteiligt, die sich in der Gruppe Internationale konstituierten, und nahm als entschiedener Gegner der sozialdemokratischen Burgfriedenspolitik an Konferenzen und Demonstrationen kriegsablehnender Sozialdemokraten teil. Als einer der Organisatoren einer Frauendemonstration gegen den Krieg wurde er am 28. Mai 1915 vor dem Reichstagsgebäude festgenommen und blieb bis Oktober 1915 in der Untersuchungshaftanstalt Moabit in Militärgewahrsam, aus dem man ihn zum Kriegsdienst einberief. Pieck nahm im Januar 1916 an der Reichskonferenz der Gruppe Internationale in Berlin teil, die sich seitdem „Spartakusgruppe“ nannte. Nach sechsmonatiger Ausbildung auf dem Truppenübungsplatz Neiße wurde er ab März 1916 als Infanterist an der Westfront eingesetzt, unter anderem vor Verdun und in der Schlacht an der Somme. Dem unmittelbaren Fronteinsatz konnte er sich in den ersten Wochen durch eine Telefonistenausbildung in der Etappe bei Öttingen in Lothringen noch entziehen. Nach einem Heimaturlaub im August 1916 ließ er sich im September in einem Feldlazarett bei Lille wegen Krampfadern operieren und wurde als Rekonvaleszent nach Deutschland geschickt, wo er anschließend eine Geschlechtskrankheit auskurierte. Im Dezember 1916 wurden ihm seine Parteianstellungen gekündigt. Im April 1917 nahm er an der Reichskonferenz der Spartakusgruppe und dem Gründungsparteitag der USPD in Gotha teil. Nach seiner Gesundschreibung im Juni 1917 verweigerte er gegenüber Vorgesetzten die Rückkehr an die Front mit der Begründung, der Krieg sei ein Verbrechen. Unter dem Vorwurf der „Insubordination und Hetze“ vor einem Kriegsgericht angeklagt, kam er erneut in Untersuchungshaft. Nach der Verurteilung in erster Instanz zu anderthalb Jahren Gefängnis wurde er in der Berufungsverhandlung in Breslau am 17. Oktober 1917 freigesprochen und mit dem nächsten Transport ins Feld abkommandiert. In Eilenburg nutzte er einen Zwischenhalt zur Desertion und ging nach Berlin in den Untergrund, wo er unter anderem an der Vorbereitung des Rüstungsarbeiterstreiks im Januar 1918 mitarbeitete. Im Februar 1918 floh er auf Beschluss der Spartakusgruppe zusammen mit seinem 18-jährigen Sohn Arthur, der gerade seine Einberufung erhalten hatte, nach Amsterdam, wo er sich aus dem Exil als sozialistischer Agitator betätigte und die von Carl Minster begründete Wochenzeitschrift Der Kampf übernahm.

### Mitbegründer der KPD

Wilhelm Pieck (1920)

Im Oktober 1918 kehrte er nach Berlin zurück und beteiligte sich als Mitglied des Vollzugsausschusses der revolutionären Obleute an der Novemberrevolution. Er gehörte neben Rosa Luxemburg und Karl Liebknecht zu den führenden Mitgliedern der am 11. November neu gebildeten Zentrale des Spartakusbundes und war zusammen mit Jacob Walcher für dessen Agitationsarbeit in Berlin verantwortlich. Als sich nach Weihnachten 1918 abzeichnete, dass der radikale Flügel der Arbeiterbewegung die Mehrheit der Bevölkerung nicht hinter sich versammeln konnte, beteiligte sich Pieck an der Gründung der Kommunistischen Partei Deutschlands (KPD), deren Gründungsparteitag vom 30. Dezember 1918 bis zum 1. Januar 1919 im Festsaal des Berliner Abgeordnetenhauses er zusammen mit Walcher leitete. Er nahm an dem sogenannten Spartakusaufstand vom 5. bis 12. Januar 1919 teil und wurde nach dessen Niederschlagung durch rechtsgerichtete Freikorps am Abend des 15. Januar in Berlin-Wilmersdorf beim Besuch der Unterkunft Luxemburgs und Liebknechts verhaftet und zusammen mit ihnen festgehalten. Während Rosa Luxemburg und Karl Liebknecht ermordet wurden, entkam Pieck den Freikorps-Soldaten; ob durch Flucht oder Freilassung, ist ungeklärt. Dies hatte Verdächtigungen zur Folge, die 1929 den KPD-Vorsitzenden Ernst Thälmann veranlassten, Pieck vor ein Ehrengericht der Partei zu stellen. Die KPD gab die Entscheidung nicht bekannt. Das Gericht hatte unter dem Vorsitz Hans Kippenbergers getagt, der 1937 in Moskau nach einem Geheimprozess hingerichtet wurde. Ende der 1950er Jahre behauptete der Offizier Waldemar Pabst, der den Befehl zur Ermordung von Liebknecht und Luxemburg gegeben hatte, er habe den ihm zu dieser Zeit unbekannten Pieck freigelassen, weil dieser ihn ausführlich über militärische Pläne sowie Verstecke führender Mitglieder der KPD informiert habe.

### KPD-Intervention im Ruhraufstand
Von Juli bis November 1919 war Pieck erneut in Haft, aus der ihm mit Hilfe seines Sohnes Arthur, Lotte Pulewkas und anderer die Flucht gelang. Seit dem 24. März 1920 hielt er sich als Vertreter der Zentrale der KPD in Essen auf, wo er eine Gesamtleitung der Roten Ruhrarmee aufbauen und den weiteren Verlauf des Ruhraufstands nach dem Bielefelder Abkommen politisch und militärisch im Sinne der Partei lenken sollte. Der Versuch, die Anerkennung des Essener Zentralrats als maßgebende Leitstelle der verschiedenen Vollzugsräte und Kampfleitungen der aufständischen Kräfte im Ruhrgebiet durchzusetzen, schlug jedoch fehl. In der Rückschau wurde seine Rolle in den Verhandlungen mit den Arbeiter- und Streikausschüssen unterschiedlich bewertet und teils eine Mitverantwortung Piecks für das Scheitern des Arbeiteraufstands und die brutalen Vergeltungsmaßnahmen beim Einmarsch der rechtsgerichteten Reichswehr- und Freikorpsverbände in das Ruhrgebiet nach dem Bruch des Bielefelder Abkommens beschrieben. Während die DDR-Geschichtsschreibung Piecks „realistische Orientierung“ lobte und für den katastrophalen Ausgang die unüberwindlichen „Differenzen zwischen linken und rechten Kräften in der USPD“, besonders aber die zur Fortsetzung des Kampfes entschlossene Mülheimer Zentralleitung der Roten Armee im westlichen Ruhrgebiet, verantwortlich machte, schrieb Erhard Lucas dem ambivalenten Lavieren Piecks und seinen Bestrebungen, das Bielefelder Abkommen durch begrenzte Weiterführung der Aufstandsbewegung im Sinne der Arbeiterschaft zu verbessern, einen erheblichen Beitrag an dem Desaster zu. In der Verurteilung der nach Piecks Verständnis „von Arbeiterverrätern irregeleiteten“ Ruhrarbeiter, die ihre Waffen in Erfüllung des Abkommens abgegeben hatten und die Rote Ruhrarmee verließen, sah Lucas einen Ausdruck mangelnder Realitätseinsicht.

### KPD-Funktionär in der Weimarer Republik

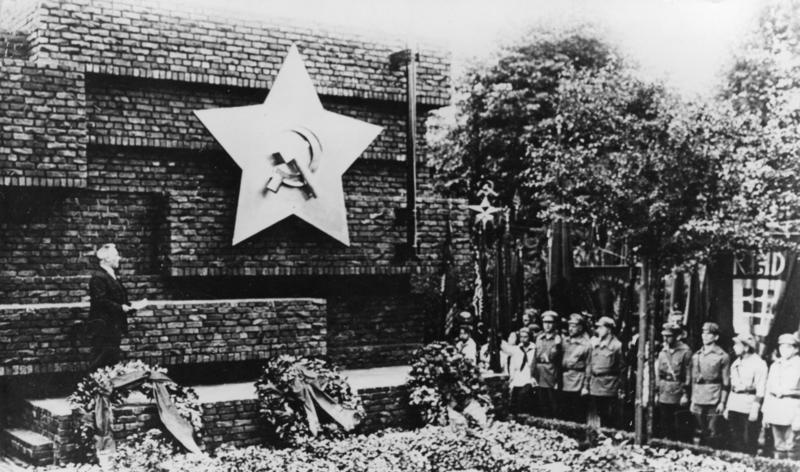
Einweihung des Denkmals für die Opfer der Novemberrevolution auf dem Zentralfriedhof Friedrichsfelde in Berlin durch Wilhelm Pieck am 13. Juni 1926

Im April 1920 nahm Pieck als Referent am 4. Parteitag der KPD teil. Er gehörte der Militärkommission der KPD-Zentrale an, die Lehren aus den revolutionären Arbeiteraufständen zu ziehen versuchte, und wurde auf dem Vereinigungsparteitag der USPD-Linken mit der KPD im Dezember 1920 in Berlin zum Sekretär der Parteizentrale gewählt. Bedenken gegen seine Wahl hatte Clara Zetkin, mit der er ab 1924 in der Leitung der Roten Hilfe Deutschlands dennoch zusammenarbeitete. In ihren Briefen an Pieck und Nikolai Bucharin kritisierte Zetkin auch in späteren Jahren den Stalinisierungskurs der kommunistischen Partei und die Verletzung der innerparteilichen Demokratie. Mit Fritz Heckert reiste Pieck im Herbst 1921 erstmals nach Sowjetrussland, wo er Wladimir Iljitsch Lenin kennen lernte. Zur gleichen Zeit wurde er als Nachrücker für Adolph Hoffmann Abgeordneter des Preußischen Landtags, dessen Mitglied er bis zu seiner Wahl in den Reichstag bei den Reichstagswahlen vom 20. Mai 1928 blieb. 1922 war er Mitbegründer der Internationalen Roten Hilfe und wurde 1925 Vorsitzender der Roten Hilfe Deutschlands, die sich zur mitgliederstärksten KPD-Frontorganisation entwickelte. Auf einer Reise zu den Trauerfeierlichkeiten zum Tod Lenins begegnete er 1924 zum ersten Mal Josef Stalin. Ab 1926 leitete er den stärksten KPD-Bezirk Berlin-Brandenburg, wo ihn 1929 Walter Ulbricht ablöste. Hintergrund war Piecks kritische Haltung gegenüber Ernst Thälmann in der Wittorf-Affäre, die er nach Zurechtweisung durch Stalin revidierte. Seine internationalen Tätigkeiten und Kontakte begünstigten die Wahl in das Exekutivkomitee (EKKI) der Kommunistischen Internationale durch den VI. Kongress der Organisation im Jahr 1928. Mit der Wahl vom 24. April 1932 wurde Pieck als Reichstagsabgeordneter erneut Mitglied des Preußischen Landtags. Seit November 1930 hielt sich Pieck als Vertreter der KPD beim EKKI in Moskau auf und wurde 1931 ins Präsidium des Komitees gewählt. Im Januar 1932 wurde er Rektor der Internationalen Lenin-Schule in Moskau, kehrte im Mai nach Berlin zurück und wurde im Juni 1932 als Kandidat des Sekretariats des ZK der KPD in deren oberste Führung berufen.

### Flucht nach Paris und Aufenthalt in Moskau
Nach der „Machtergreifung“ Adolf Hitlers im Januar 1933 und der einsetzenden Verfolgung deutscher Kommunisten nahm Pieck am 7. Februar 1933 an der Funktionärstagung der KPD im Sporthaus Ziegenhals bei Berlin teil. Am 23. Februar 1933 trat Pieck zur Vorbereitung der Märzwahlen auf der letzten Großkundgebung der KPD im Berliner Sportpalast als Hauptredner auf. Im Mai 1933 musste er Deutschland verlassen und ging nach Paris. Im August 1933 stand Piecks Name auf der ersten Ausbürgerungsliste des Deutschen Reichs.
Wilhelm Pieck lebte bis Anfang 1935 in der Illegalität in Paris, wo er zusammen mit Franz Dahlem und Wilhelm Florin in der Leitung der vom Ausland aus tätigen Exil-KPD wirkte. Mehrfach ausbrechende ideologische Differenzen innerhalb der Leitungsgruppe mussten in Moskau geklärt werden, wobei Pieck seine Stellung festigte. Nach der Ermordung von John Schehr im Februar 1934 wurde Pieck als dessen Stellvertreter mit dem Parteivorsitz beauftragt und auf der sogenannten Brüsseler Konferenz der KPD im Oktober 1935 in Moskau zum Parteivorsitzenden für die Dauer der Inhaftierung Ernst Thälmanns gewählt. Schon seit Januar 1935 hielt sich Pieck mit anderen KPD-Führungskadern in Moskau auf und war mit der Vorbereitung des VII. Weltkongresses der Kommunistischen Internationale im August 1935 befasst. Er überlebte die „Säuberungen“ während des „Großen Terrors“ in den 1930er Jahren, dem ein großer Teil der nach Moskau geflüchteten deutschen Kommunisten zum Opfer fiel, und befürwortete die Liquidierungen von „Abweichlern“ in der KPD. Zu Hugo Eberlein sagte er nach der Verhaftung von Hermann Remmele: „Sei doch froh, dass wir solche Schweinehunde wie diesen Hermann auf diese Weise endlich loskriegen.“ 1937 rief er Herbert Wehner nach Moskau, weil er auf dessen Unterstützung bei internen Säuberungen hoffte. Stalin übertrug ihm verantwortungsvolle Aufgaben in der Kommunistischen Internationale (KI). Zwischen 1936 und 1939 verbrachte er zur Aktivierung der Volksfrontarbeit der KI und Schlichtung von Streitigkeiten im Volksfrontausschuss verschiedentlich mehrere Monate in Paris, wo er unter anderem mit Heinrich Mann zusammentraf. Anfang der 1940er Jahre arbeitete er in Moskau für den deutschsprachigen Propagandasender Radio Moskau. 1943 gehörte er zu den Initiatoren des Nationalkomitees Freies Deutschland. Nach der Ermordung Ernst Thälmanns 1944 im KZ Buchenwald war Pieck nach allgemeiner Einschätzung zum nächsten KPD-Chef bestimmt.

### Rückkehr nach Deutschland

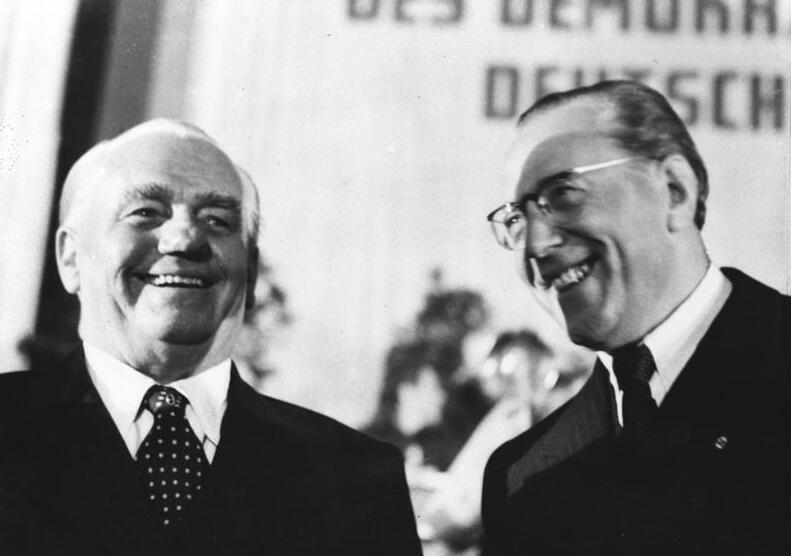
Wilhelm Pieck (links) und Otto Grotewohl, 1949

Nachdem Pieck gemeinsam mit Angehörigen der Gruppe Ulbricht und anderer KPD-Kader von Stalin Instruktionen erhalten hatte, kehrte er am 1. Juli 1945 nach Berlin zurück. Ob sein Auftrag war, auf den Aufbau eines bürgerlich-demokratischen, einheitsstaatlichen, aber neutralen Deutschlands hinzuwirken oder auf die Durchsetzung der hegemonialen Macht der Kommunisten bei der Errichtung einer staatlichen Struktur in der Sowjetischen Besatzungszone, ist in der Forschung umstritten. Zunächst forcierte er den Prozess der Zwangsvereinigung von SPD und KPD zur SED.

### Parteivorsitzender der SED und Präsident der DDR

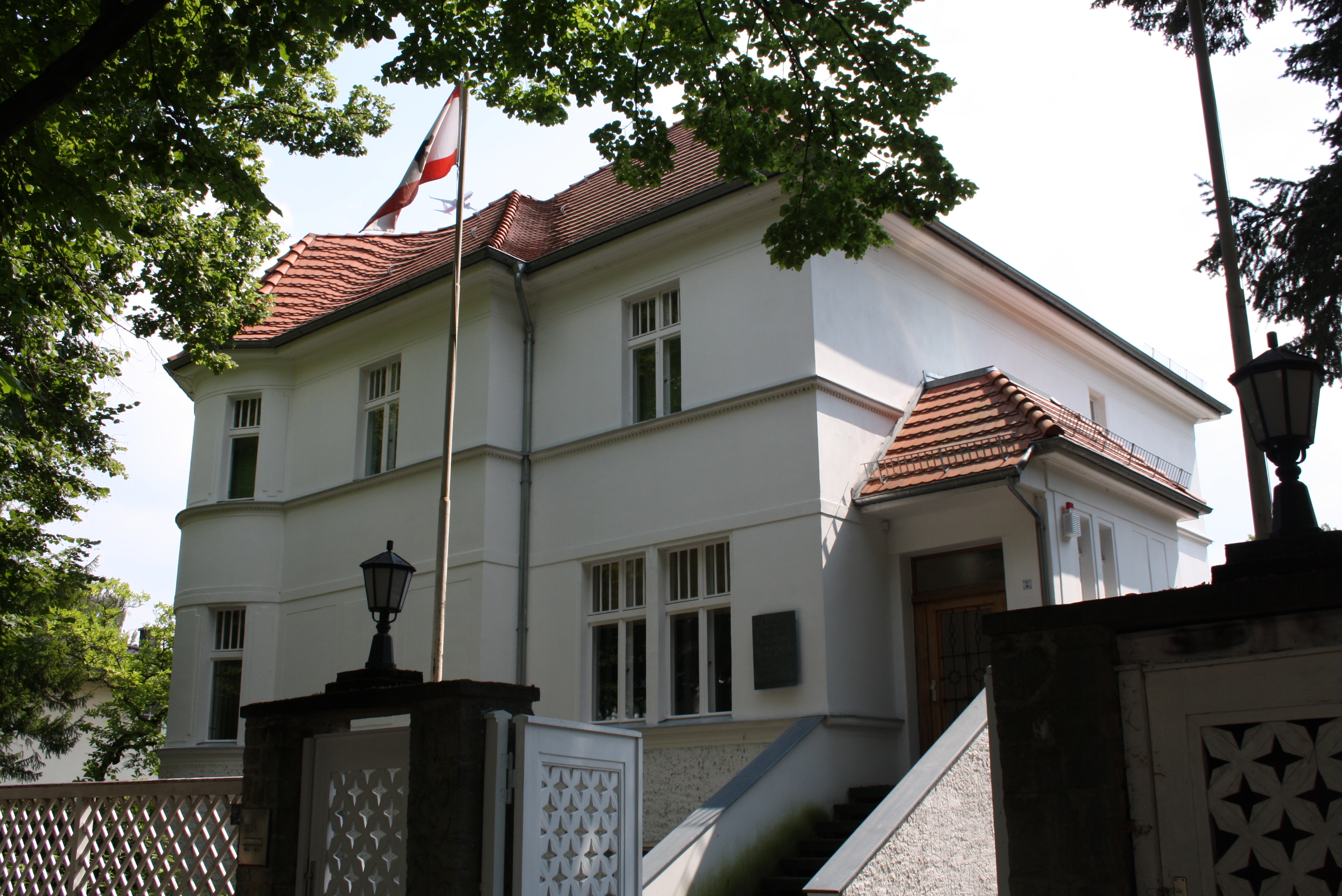
Piecks Wohn- und Sterbehaus Majakowskiring Nr. 29 in Berlin-Niederschönhausen mit Gedenktafel im Jahr 2013

Im April 1946 wurde er gemeinsam mit Otto Grotewohl (SPD) Vorsitzender der SED und nach Gründung der DDR im Oktober 1949 deren erster und einziger Präsident; er bekleidete dieses Amt, in dem er 1953 und 1957 bestätigt wurde, bis zu seinem Tod im Jahr 1960. Der eigentliche Machthaber der DDR war jedoch bereits Walter Ulbricht als Generalsekretär bzw. Erster Sekretär des ZK der SED. Nach Piecks Tod wurde der Staatsrat der DDR als Nachfolgeorgan des Amtes des Präsidenten geschaffen.

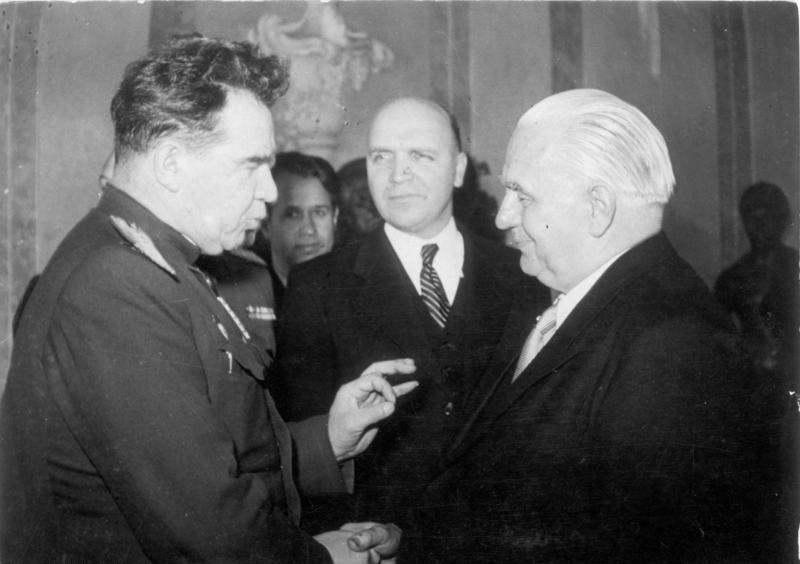
General Wassili Tschuikow, Chef der Sowjetischen Kontrollkommission, gratuliert Pieck zum 75. Geburtstag, 1951

1952 wurde der DEFA-Dokumentarfilm Wilhelm Pieck – Das Leben unseres Präsidenten in den Kinos der DDR gezeigt.
Das Arbeitszimmer Piecks als SED-Vorsitzender befand sich im früheren Kaufhaus Jonaß an der Ecke Lothringer Straße/Prenzlauer Allee. Bis zum Ende der DDR diente es als kleines Museum, nach dem Verkauf und Umbau des Hauses sollte das Arbeitszimmer erhalten bleiben, ist jedoch nicht mehr öffentlich zugänglich.
Piecks Amtssitz als Präsident war das Schloss Schönhausen im Ost-Berliner Bezirk Pankow, unweit von seinem Wohnsitz im Haus Majakowskiring Nr. 29, einer 1945 von der sowjetischen Besatzungsmacht beschlagnahmten Villa. Am 13. Juli 1953 erlitt er einen zweiten Schlaganfall und musste auch wegen verschiedener Vorerkrankungen in einer Moskauer Klinik behandelt werden, erholte sich aber wieder. Als Sommersitz diente Pieck ab 1954 die um 1920 erbaute Villa des enteigneten Berliner Tuchhändlers Vogel am Streganzer See bei Prieros, den 1958 ein Altersruhesitz am Döllnsee ersetzte. Für Pieck, der in seinem letzten Lebensjahr auf einen Rollstuhl angewiesen war, stand beim Umzug der Politbüromitglieder in die Waldsiedlung Wandlitz dort das Haus Nr. 21 zur Verfügung, jedoch starb er nach einer Rückkehr vom Döllnsee am 7. September 1960 in seinem Wohnhaus am Majakowskiring.
Wilhelm Pieck wurde nach Einäscherung im Berliner Krematorium Baumschulenweg auf dem Zentralfriedhof Friedrichsfelde im Rondell der 1951 neu errichteten Gedenkstätte der Sozialisten beigesetzt.

## Nachkommen

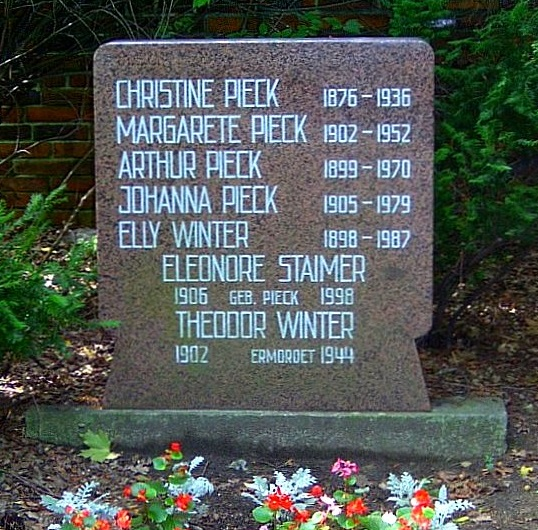
Grab der Familie Wilhelm Piecks in der Grabanlage Pergolenweg der Gedenkstätte der Sozialisten

Seine Tochter Elly Winter (1898–1987) war mit dem seit Herbst 1944 in Gestapo-Haft verschollenen Widerstandskämpfer Theodor Winter verheiratet. Sie hatte ab 1949 leitende Tätigkeiten im Büro des Präsidenten der DDR inne, ab 1961 im Institut für Marxismus-Leninismus beim Zentralkomitee der SED.
Sein Sohn Arthur Pieck (1899–1970) stieß im Mai 1945 zu den Funktionären der Gruppe Ulbricht und erhielt bei der Bildung des ersten Berliner Magistrats durch die Sowjetische Militäradministration eine Schlüsselposition als Leiter der Abteilung für Personalfragen und Verwaltung. Er wurde später unter anderem Hauptdirektor der DDR-Fluggesellschaft Deutsche Lufthansa bzw. ab 1958 Interflug.
Die jüngste Tochter Eleonore Staimer (1906–1998), in der DDR Diplomatin und Botschafterin, war bis 1945 mit Josef Springer und danach in zweiter Ehe mit Richard Staimer verheiratet.

## Ehrungen

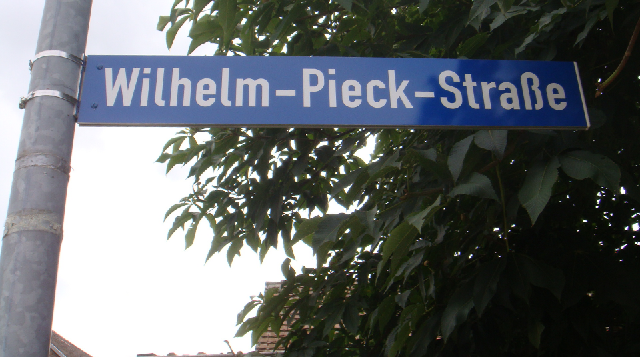
Straßenschild in Oßmannstedt

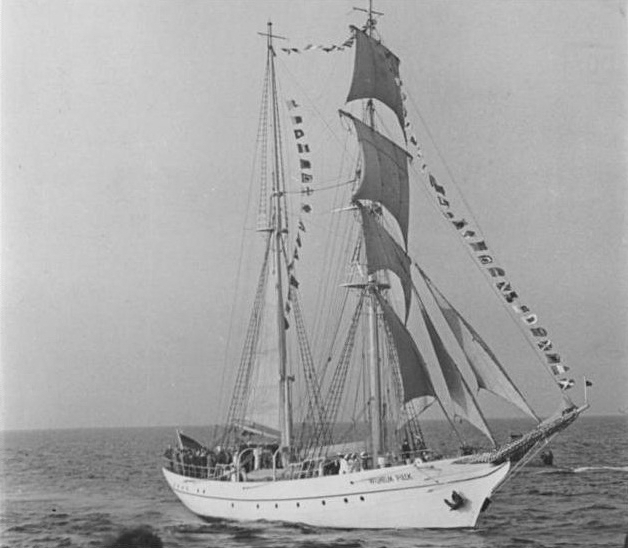
DDR-Segelschulschiff „Wilhelm Pieck“ 1951 auf der Ostsee

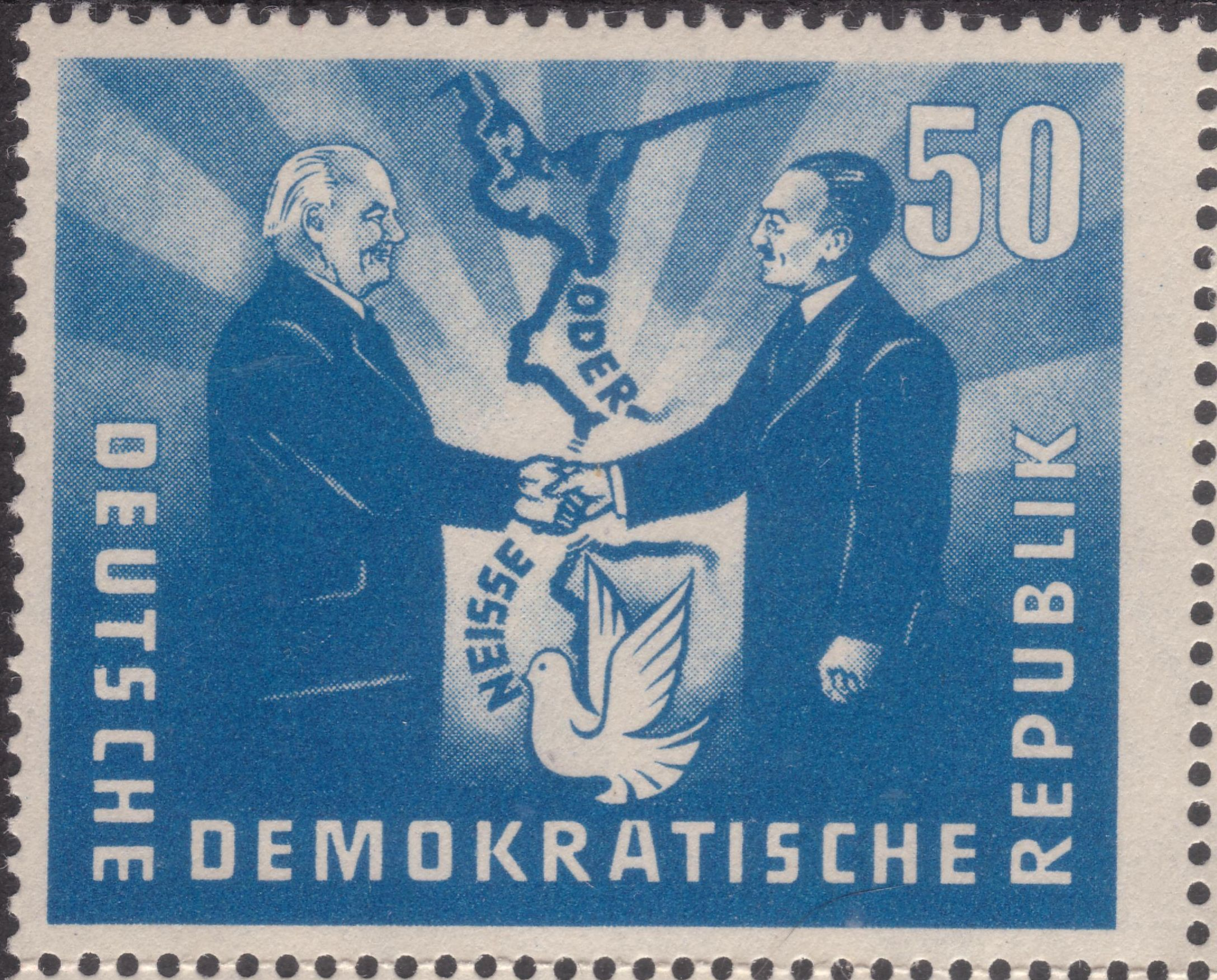
50-Pfennig-Briefmarke der Deutschen Post der DDR (1951) anlässlich des Görlitzer Abkommens mit Pieck und Bolesław Bierut

Piecks Geburtsstadt Guben trug von 1961 bis 1990 den amtlichen Ortsnamen Wilhelm-Pieck-Stadt Guben. Bereits 1950 wurde die Jugendhochschule der FDJ nach Pieck benannt. Nach ihm waren in der DDR zudem das zentrale Pionierlager der Pionierorganisation Ernst Thälmann (Pionierrepublik Wilhelm Pieck), das 1958 eingeweihte Kunsteisstadion Wilhelm Pieck in Weißwasser/Oberlausitz, das Segelschulschiff Wilhelm Pieck der Gesellschaft für Sport und Technik (nach 1989 in Greif umbenannt), das Flaggschiff der Ost-Berliner Weißen Flotte (nach 1989 in Mark Brandenburg umbenannt), das VEB Chemiefaserkombinat „Wilhelm Pieck“ Schwarza (1970), die Universität Rostock (nach einem gescheiterten Versuch von 1966) von 1976 bis 1990 sowie zahlreiche Schulen, Straßen, Plätze und dergleichen benannt, so beispielsweise das heutige Rosa-Luxemburg-Gymnasium in Berlin-Pankow (bis 1990). Während die meisten dieser Benennungen in den frühen 1990er Jahren rückgängig gemacht wurden, überdauern bis heute etliche Wilhelm-Pieck-Straßen in verschiedenen Ortschaften. Im ukrainischen Donezk wurde ein Wohngebiet nach Pieck benannt.
Mehreren Kombinaten der DDR wurde der Ehrenname „Wilhelm Pieck“ verliehen. Hierzu zählten unter anderem die folgenden zentralgeleiteten Kombinate: VEB Chemiefaserkombinat „Wilhelm Pieck“, VEB Kombinat Kabelwerk Oberspree „Wilhelm Pieck“ und VEB Mansfeldkombinat „Wilhelm Pieck“.
Es gibt eine Anzahl künstlerischer Darstellungen durch bildende Künstler der DDR. Die Deutsche Post der DDR benutzte das Porträt Piecks für eine Dauermarkenserie, die zum Teil bis zum Ende der DDR Frankaturkraft hatte, sowie bei mehreren Sondermarkenausgaben (z. B. in der Serie Persönlichkeiten der deutschen Arbeiterbewegung) und einem Block. Auf einer 20-Mark-Gedenkmünze der DDR war ein Porträt von Pieck abgebildet. 
Die Hauptstraße der nordkoreanischen Stadt Hamhŭng hieß anlässlich der Hilfe der DDR beim Wiederaufbau der Stadt nach dem Koreakrieg „Wilhelm-Pieck-Boulevard“, mittlerweile ist sie in Jongsong-Straße (deutsch: „Straße der Treue“) umbenannt worden. In der Antarktis trägt der Pieckrücken seinen Namen.
Pieck ist unter anderem Ehrenbürger von Hoyerswerda und Plauen (jeweils 1946 ernannt). Das wiedervereinigte Berlin erkannte ihm die 1946 verliehene Ehrenbürgerschaft 1992 ab, wie schon 1948 der Westsektor.

## Darstellung Piecks in der bildenden Kunst der DDR (Auswahl)
- Rudolf Bergander: Porträt Wilhelm Pieck (1975, Öl)[29]
- Ruthild Hahne: Wilhelm Pieck (um 1958, Porträtbüste, Bronze)[30]
- Karl Ludwig Hartig (* 1878): Bildnis Staatspräsident Wilhelm Pieck (um 1953, Öl, 90 × 70 cm)[31]
- Bert Heller: Bildnis Wilhelm Pieck (1957, Öl auf Hartfaser, 130 × 80 cm; Galerie Neue Meister Dresden)[32]
- Otto Maerker: Wilhelm Pieck (um 1953, Porträtbüste, Bronze)[33]
- Johannes Friedrich Rogge: Wilhelm Pieck (um 1953, Porträtbüste, Bronze)[34][35]

## Schriften
- Gesammelte Reden und Schriften. 6 Bde., Dietz [verschiedene Ausgaben], Berlin 1955–1981.